# Filippo Scotti
Pour les articles homonymes, voir Scotti.
Filippo Scotti, né le 22 décembre 1999 à Gravedona, est un acteur italien. 
Il est révélé au grand public en 2021 pour son interprétation de Fabietto, le protagoniste du film La Main de Dieu réalisé par Paolo Sorrentino, qui lui vaut un reconnaissance internationale.
En 2021, à la Mostra de Venise, il est lauréat du Prix Marcello Mastroianni du meilleur acteur émergent.

## Biographie
Filippo Scotti naît dans la région de Côme, en Italie, de parents d'origine napolitaine. Après avoir vécu les premières années de sa vie dans la province de Côme, il s'installe avec sa famille à Naples. Il commence son travail théâtral et cinématographique dès l'adolescence.
Il est également mannequin pour la marque Prada, ainsi que photographe amateur.